# Brian Littrell
Brian Thomas Littrell (Lexington (Kentucky), 20 februari 1975) is een Amerikaans zanger, bij het grote publiek vooral bekend als een van de Backstreet Boys.

## Levensloop
Littrell begon als kind zijn zangcarrière in de kerk. Toen zijn neef, Kevin Richardson, tijdens Littrells tienerjaren naar Orlando in Florida verhuisde en daar werd uitgekozen om in de Backstreet Boys te zingen, beval deze zijn neef aan bij de andere bandleden en het management. Littrell werd vervolgens door Richardson aangemoedigd om ook naar Florida te komen om daar voor de band auditie te doen. De auditie verliep voorspoedig, en Littrell werd verkozen tot vijfde lid van de band.
De Backstreet Boys begonnen aan populariteit te winnen vanaf 1995 en kon al gauw een grote schare tienermeisjes overal ter wereld tot hun fans rekenen. Voor Brian braken er echter in 1998 spannende tijden aan. Een aangeboren hartafwijking speelde op, dat hem op vijfjarige leeftijd ook al bijna zijn leven had gekost. Zijn hart was gevaarlijk groot geworden, een operatie was noodzakelijk. In september van dat jaar volgde er een openhartoperatie, die succesvol verliep. Wel had Littrell hiervoor enkele concerten moeten afzeggen.
In 1997 kwam Littrell in contact met het model Leighanne Wallace tijdens de opnamen van de video voor de Backstreet Boys-single "As Long As You Love Me." Twee jaar later deed hij haar een aanzoek, en het stel trouwde op 2 september 2000. Op 26 november 2002 werd hun zoon geboren. Het gezin woont in Atlanta.
Littrells eerste solo-album, de gospel-cd "Welcome Home" werd uitgebracht in maart 2006. Naar aanleiding daarvan verscheen er in juni 2006 een interview met hem in Visie, het omroepblad van de Evangelische Omroep.
Kerkelijk behoort hij tot het baptisme.

## Discografie

### Albums
- 2006 - Welcome Home

### Singles
- 2006 - In Christ Alone
- 2006 - Welcome Home
- 2006 - Wish